# Demonic Art
Demonic Art è il quinto album del gruppo metal svedese Darkane. È il primo album con il cantante Jens Broman. L'idea dell'album proviene dalla canzone "Organic Canvas" appartenente all'album precedente Layers of Lies.

## Tracce
1. Variations of an Eye Crush (strumentale) – 1:31
2. Leaving Existence – 3:59
3. Demonic Art – 4:45
4. Absolution – 4:00
5. Execution 44 – 4:56
6. Impetious Constant Chaos – 3:48
7. Demigod – 4:15
8. Soul Survivor – 4:08
9. The Killing of I – 4:49
10. Wrong Grave (strumentale) – 0:53
11. Still in Progress – 3:22
12. Wrath Connection – 5:35
13. Reborn in Greed (bonus track americana) – 3:58
14. Innocence Gone (live) (bonus track giapponese) – 4:44